# اتوکار (مجله)
اتوموبیل (انگلیسی: Autocar) یک هفته نامه بریتانیایی مجله خودرو است که توسط گروه رسانه‌ای های‌مارکت چاپ میشود.